# Liparetrus mulurus
Liparetrus mulurus är en skalbaggsart som beskrevs av Britton 1959. Liparetrus mulurus ingår i släktet Liparetrus och familjen Melolonthidae. Inga underarter finns listade i Catalogue of Life.